# Charlie Wallace
Charles Willam „Charlie” Wallace (ur. 20 stycznia 1885 w Southwick, zm. 7 stycznia 1970) – angielski piłkarz, napastnik.
Wallace karierę rozpoczął w zespole Sunderland & District Schools. Następnie grał w Southwick FC i Crystal Palace, skąd w 1907 roku za 500 funtów trafił do Aston Villi. Od pierwszego sezonu w tym klubie, w którym rozegrał 30 meczów i zdobył cztery bramki, Wallace stał się podstawowym zawodnikiem Aston Villi. W 1913 roku stał się pierwszym zawodnikiem, który nie strzelił rzutu karnego w finale Pucharu Anglii. Stało się to w wygranym 1:0 spotkaniu z Sunderlandem. W czasie I wojny światowej grał również gościnnie w Birmingham City. Łącznie do 1921 roku, kiedy do został sprzedany za 1000 funtów do Oldham Athletic, Wallace rozegrał 349 ligowych spotkań dla Aston Villi.
Od 1913 do 1920 roku Wallace rozegrał trzy spotkania w reprezentacji Anglii.
Po zakończeniu kariery, w latach 1938–1939 prowadził czwarty zespół Aston Villi.